# Hjvb 356 Condor
Hjälpvedettbåten 356 Condor var en bohuslänsk fiskebåt. Hon ägdes av fiskaren A.L.E. Karlsson i Hönö. Efter åtta års fiskeverksamhet inkalldes hon till marinen och iordningställdes som hjälpvedettbåt med beteckningen Hjvb 356. I samband med arbete med minsvepning väster om Malmön utanför Göteborg den 12 oktober 1944 sprängdes hon av en mina, varvid åtta man omkom och en man överlevde.